# Persone di nome Biagio
| Questa pagina contiene informazioni ricavate automaticamente dalle voci biografiche con l'ausilio del template Bio e di un bot. L'aggiornamento è periodico e automatico e ricostruisce completamente la pagina. Se manca una persona in questa lista, sei pregato di non aggiungerla, ma accertati piuttosto che la sua voce biografica contenga il template Bio e che i dati anagrafici siano correttamente compilati. Se il template Bio manca, inseriscilo tu stesso o, in alternativa, metti l'avviso {{tmp\|Bio}} che ne segnala la mancanza. Se i dati riportati sono sbagliati, correggi direttamente la voce biografica; le modifiche saranno visibili in questa lista entro pochi giorni. Per chiarimenti vedi il progetto antroponimi. La lista contiene solo le 91 persone che sono citate nell'enciclopedia e per le quali è stato implementato correttamente il template Bio. Pagina aggiornata al 22 lug 2025. |

Questa è una lista di persone presenti nell'enciclopedia che hanno il nome Biagio, suddivise per attività principale.

## Allenatori di calcio(1)
- Biagio Pagano, allenatore di calcio e ex calciatore italiano (Napoli, n. 1983)

## Ammiragli(1)
- Biagio Assereto, ammiraglio italiano (Recco - Serravalle Scrivia, † 1456)

## Archeologi(1)
- Biagio Pace, archeologo e politico italiano (Comiso, n. 1889 - Comiso, † 1955)

## Architetti(1)
- Biagio Rossetti, architetto italiano (Ferrara - Ferrara, † 1516)

## Arcivescovi cattolici(1)
- Biagio Colaianni, arcivescovo cattolico italiano (Matera, n. 1957)

## Armatori(1)
- Biagio Borriello, armatore e politico italiano (San Giovanni a Teduccio, n. 1879 - Napoli, † 1951)

## Attori(4)
- Biagio Barone, attore italiano (Comiso, n. 1952)
- Biagio Iacovelli, attore e scrittore italiano (Maratea, n. 1992)
- Biagio Izzo, attore, comico e cabarettista italiano (Napoli, n. 1962)
- Biagio Pelligra, attore italiano (Comiso, n. 1937)

## Aviatori(1)
- Biagio Guarnaccio, aviatore italiano (Rapolla, n. 1915 - Melfi, † 1949)

## Avvocati(2)
- Biagio Camagna, avvocato, politico e pubblicista italiano (Reggio Calabria, n. 1858 - Reggio Calabria, † 1922)
- Biagio Nardi, avvocato e patriota italiano (Apella di Licciana, n. 1768 - Corfù, † 1835)

## Banchieri(1)
- Biagio Caranti, banchiere, patriota e politico italiano (Sezzè Monferrato, n. 1837 - Roma, † 1891)

## Botanici(2)
- Biagio Bartalini, botanico e medico italiano (Torrita di Siena, n. 1746 - Siena, † 1822)
- Biagio Longo, botanico italiano (Laino Borgo, n. 1872 - Roma, † 1950)

## Calciatori(4)
- Biagio Catalano, calciatore e allenatore di calcio italiano (Bari, n. 1938 - Bari, † 2015)
- Biagio Goggio, calciatore italiano (Torino, n. 1892 - Castelnuovo del Carso, † 1915)
- Biagio Meccariello, calciatore italiano (Benevento, n. 1991)
- Biagio Zoccola, calciatore e allenatore di calcio italiano (Pietra Marazzi, n. 1903 - Alessandria, † 1972)

## Cantautori(1)
- Biagio Antonacci, cantautore e musicista italiano (Milano, n. 1963)

## Dirigenti sportivi(2)
- Biagio Conte, dirigente sportivo e ex ciclista su strada italiano (Palermo, n. 1968)
- Biagio Grasso, dirigente sportivo, allenatore di calcio e ex calciatore italiano (Napoli, n. 1961)

## Filosofi(1)
- Biagio De Giovanni, filosofo e politico italiano (Napoli, n. 1931)

## Generali(2)
- Biagio Abrate, generale italiano (Sant'Albano Stura, n. 1949)
- Biagio di Monluc, generale e scrittore francese (Saint-Puy, n. 1502 - Estillac, † 1577)

## Giornalisti(2)
- Biagio Agnes, giornalista e dirigente d'azienda italiano (Serino, n. 1928 - Roma, † 2011)
- Gino Doria, giornalista, scrittore e storico italiano (Napoli, n. 1888 - Napoli, † 1975)

## Giuristi(4)
- Biagio Aldimari, giurista italiano (Napoli, n. 1630 - † 1713)
- Biagio da Morcone, giurista italiano (Morcone)
- Biagio Brugi, giurista italiano (Orbetello, n. 1855 - Desio, † 1934)
- Biagio Petrocelli, giurista italiano (Napoli, n. 1892 - Spinoso, † 1976)

## Imprenditori(2)
- Biagio Brasini, imprenditore italiano (Cesena, n. 1817 - Roma, † 1899)
- Biagio Pogliano, imprenditore e inventore italiano (Torino, n. 1896 - † 1956)

## Ingegneri(1)
- Biagio Pangallo, ingegnere navale italiano (Forio - Brest, † 1714)

## Kickboxer(1)
- Biagio Tralli, kickboxer italiano (Matera, n. 1976)

## Matematici(1)
- Biagio Pelacani, matematico e filosofo italiano (Costamezzana - Parma, † 1416)

## Militari(3)
- Biagio Lammoglia, militare italiano (Maratea, n. 1891 - Messina, † 1967)
- Biagio Sallusti, militare italiano (Como, † 1946)
- Biagio Augusto Zaffiri, militare italiano (Castiglione Torinese, n. 1897 - Cirié, † 1968)

## Missionari(1)
- Biagio Conte, missionario italiano (Palermo, n. 1963 - Palermo, † 2023)

## Monaci cristiani(1)
- Biagio Ghilini, monaco cristiano e abate italiano (Milano, † 1473)

## Pallanuotisti(1)
- Biagio Borrelli, pallanuotista italiano (Napoli, n. 1996)

## Patriarchi cattolici(1)
- Biagio Molin, patriarca cattolico italiano (Venezia - † 1447)

## Piloti motociclistici(1)
- Biagio Nazzaro, pilota motociclistico e pilota automobilistico italiano (Torino, n. 1892 - Duppigheim, † 1922)

## Pistard(1)
- Biagio Cavanna, pistard e dirigente sportivo italiano (Novi Ligure, n. 1893 - Novi Ligure, † 1961)

## Pittori(14)
- Biagio Bellotti, pittore, architetto e organista italiano (Busto Arsizio, n. 1714 - Busto Arsizio, † 1789)
- Biagio Betti, pittore italiano (Cutigliano, n. 1535 - Roma, † 1615)
- Biagio Biagetti, pittore italiano (Porto Recanati, n. 1877 - Macerata, † 1948)
- Biagio di Giorgio da Traù, pittore dalmata (Traù - Zara, † 1449)
- Biagio Brancato, pittore, scultore e incisore italiano (Comiso, n. 1921 - Comiso, † 2002)
- Biagio Falcieri, pittore italiano (Brentonico, n. 1627 - Verona, † 1703)
- Biagio Manzoni, pittore italiano
- Biagio Martini, pittore italiano (Parma, n. 1761 - Parma, † 1840)
- Biagio Mercadante, pittore italiano (Torraca, n. 1892 - Torraca, † 1971)
- Biagio Puccini, pittore e incisore italiano (Roma, n. 1675 - Roma, † 1721)
- Biagio Pupini, pittore e disegnatore italiano (Bologna)
- Biagio Rebecca, pittore e decoratore italiano (Osimo, n. 1731 - Londra, † 1808)
- Biagio di Antonio Tucci, pittore italiano (Firenze)
- Biagio di Goro Ghezzi, pittore italiano

## Poeti(5)
- Biagio Cepollaro, poeta italiano (Napoli, n. 1959)
- Biagio Chiara, poeta, traduttore e critico letterario italiano (Novara, n. 1880 - Napoli, † 1918)
- Biagio Cusano, poeta italiano (Vitulano - Napoli, † 1683)
- Biagio Marin, poeta e scrittore italiano (Grado, n. 1891 - Grado, † 1985)
- Biagio Zagarrio, poeta e scrittore italiano (Ravanusa, n. 1898 - Genova, † 1951)

## Presbiteri(2)
- Biagio da Cesena, presbitero e notaio italiano (Cesena, n. 1463 - Roma, † 1544)
- Biagio Miraglia, presbitero, patriota e poeta italiano (Strongoli, n. 1823 - Firenze, † 1885)

## Psichiatri(1)
- Biagio Gioacchino Miraglia, psichiatra, poeta e patriota italiano (Cosenza, n. 1814 - Napoli, † 1885)

## Pugili(1)
- Biagio Zurlo, ex pugile, allenatore di pugilato e procuratore sportivo italiano (Torre Annunziata, n. 1964)

## Religiosi(3)
- Biagio Milanesi, religioso italiano (Firenze, n. 1445 - Roma, † 1523)
- Biagio Ortoleva, religioso e poeta italiano (Corleone, n. 1752 - Corleone, † 1798)
- Biagio Verri, religioso e attivista italiano (Barni, n. 1819 - Torino, † 1884)

## Sceneggiatori(1)
- Biagio Proietti, sceneggiatore, regista e scrittore italiano (Roma, n. 1940 - Roma, † 2022)

## Storici(1)
- Gino Cerrito, storico italiano (Messina, n. 1922 - Firenze, † 1982)

## Vescovi(1)
- Biagio di Sebaste, vescovo e santo armeno (Sebaste - Sebaste, † 316)

## Vescovi cattolici(5)
- Biagio Budelacci, vescovo cattolico italiano (Faenza, n. 1888 - Roma, † 1973)
- Biagio Caropipe, vescovo cattolico italiano (Cerreto Sannita, n. 1462 - Cerreto Sannita, † 1524)
- Biagio Antonio Copeti, vescovo cattolico italiano (Campagna - Mottola, † 1727)
- Biagio D'Agostino, vescovo cattolico italiano (Termoli, n. 1896 - Termoli, † 1984)
- Biagio Gambaro, vescovo cattolico italiano (Napoli, n. 1650 - Cerreto Sannita, † 1721)

## Violinisti(1)
- Biagio Marini, violinista e compositore italiano (Brescia, n. 1594 - Venezia, † 1663)